# R Ursae Majoris
R Ursae Majoris är en pulserande variabel av Mira Ceti-typ  i stjärnbilden Stora björnen. Stjärnan var den första i Stora björnens stjärnbild som fick en variabelbeteckning.
Stjärnan varierar mellan magnitud +6,5 och 13,7 med en period av 301,62 dygn. Den misstänks ha en planet som följeslagare.

## Fotnoter
1. ↑  Variabelstjärnornas beteckningar börjar med bokstäverna R-Z, därefter A-Q , följt av RR-ZZ och AA-QQ, varefter de börjar betecknas med bokstaven V och ett ordningsnummer, från och med V335.